# لجای
لجای (به لاتین: Lejay) یک منطقهٔ مسکونی در افغانستان است که در ولایت هلمند واقع شده‌است.